# Sous-région de Lahti
La sous-région de Lahti (finnois : Lahden seutukunta)  est une sous-région qui correspond exactement au territoire du Päijät-Häme en Finlande.

## Municipalités
Au niveau 1 (LAU 1) des unités administratives locales définies par l'Union européenne elle porte le numéro 071.
La sous-région est formée des municipalités suivantes : 
| Blason              | Municipalité             |
| ------------------- | ------------------------ |
| Asikkalan vaakuna   | Asikkala (municipalité)  |
| Hartolan vaakuna    | Hartola (municipalité)   |
| Heinolan vaakuna    | Heinola (ville)          |
| Hollolan vaakuna    | Hollola (municipalité)   |
| Kärkölän vaakuna    | Kärkölä (municipalité)   |
| Lahden vaakuna      | Lahti (ville)            |
| Orimattilan vaakuna | Orimattila (ville)       |
| Padasjoen vaakuna   | Padasjoki (municipalité) |
| Sysmän vaakuna      | Sysmä (municipalité)     |

## Démographie
Depuis 1980, l'évolution démographique de la sous-région de Lahti est la suivante:
| Année      | 1980    | 1985    | 1990    | 1995    | 2000    | 2005    | 2010    |
| ---------- | ------- | ------- | ------- | ------- | ------- | ------- | ------- |
| population | 192 582 | 195 041 | 197 012 | 198 286 | 197 378 | 198 975 | 201 772 |